# Il trionfo dell'onore
Il trionfo dell'onore és una òpera en tres actes d'Alessandro Scarlatti, amb llibret de Francesco Antonio Tullio. S'estrenà a Nàpols, al Teatro dei Fiorentini, el 26 de novembre de 1718.
Fou l'única opéra-comique de Scarlatti que obtingué reconeixement. Tot i això, després de l'èxit inicial amb divuit representacions en la temporada 1718-1719, va caure en descuit durant dos segles fins a la recreació el 1938 a Londres. S'estrenà a Catalunya l'agost de 1982, amb el London Opera Ensemble a la Casa de la Caritat de Barcelona.